# Escola El Dofí
L'Escola El Dofí és una escola de Premià de Mar d'educació infantil i primària que forma part de la xarxa d'escoles públiques de la Generalitat de Catalunya. Està situada al carrer Jacint Verdaguer, número 99-101 de Premià de Mar.
Va néixer el curs 1970-71 a iniciativa de pares i mestres que volien una escola coeducativa, aconfessional, catalana, democràtica, oberta a tothom, que seguís els mètodes de la pedagogia activa.
S'inicia com a Societat Regular Col·lectiva formada per dues mestres i una mare (Assumpta Fuxet, Puri Laboria i Agustina Fontanills), després va ser una Cooperativa de mestres, va ser escola del CEPEPC, per acabar formant part de la xarxa d'escoles públiques de Catalunya.